# Fantastic (My Own Key)
Fantastic è un singolo pubblicato accreditato a My Own Key, con la parte cantata dalla produttrice discografica italiana Mara Maionchi, divenuta inconsapevole interprete di un brano che mescola elementi dance elettronici con la pronuncia maccheronica del suo inglese. In vendita su iTunes dal 13 ottobre 2010, è stato presentato in anteprima in una puntata di X Factor. Il ricavato delle vendite del singolo è stato devoluto in beneficenza.
Il netto rifiuto della Maionchi e l'intento parodico del brano non hanno comunque influito sul successo del brano che ha raggiunto il secondo posto tra i più scaricati in Italia. La settimana successiva è sceso di otto posti alla decima posizione della classifica italiana.

## Tracce
1. Fantastic – 4:10

## Classifiche
| Classifica (2010) | Posizione massima |
| ----------------- | ----------------- |
| Italia            | 2                 |